# قرة باطر (غلامان)
قرة باطر (بالفارسية: قره باطر) هي قرية تقع في إيران في قسم غلامان الريفي. يقدر عدد سكانها بـ 164 نسمة بحسب إحصاء 2016.